# Tórshavnar kommuna
Tórshavnar kommuna (okres) je samosprávný územní celek na Faerských ostrovech, jehož centrem je největší a také hlavní město Faerských ostrovů Tórshavn. Kommuna zaujímá 12 % povrchu ostrovů, ale celých 40 % jejich populace. Náleží k ní velká část ostrova Streymoy a také ostrovy Koltur, Hestur, Nólsoy a Sandoy.

## Demografie
Vývoj počtu obyvatel kommuny od roku 1801:
| Rok   | Počet obyvatel |
| ----- | -------------- |
| 1801  | 554            |
| 1850  | okolo 900      |
| 1900  | 1656           |
| 1950  | 5607           |
| 2000  | 17 777         |
| 2005  | 19 282         |
| 2020* | 23 000         |

- předpoklad